# Krishna (fleuve)
Pour la divinité, voir Krishna.
La Krishna ou Kistna (Krishnā) est l'un des plus longs fleuves de l'Inde avec un cours d'environ 1 290 kilomètres. Prenant sa source dans les Ghats occidentaux, il coule en Inde du Sud dans le Karnataka et se jette dans le golfe du Bengale à Hamsaladeevi (en), dans l'Andhra Pradesh. Son vaste delta a créé une sorte de péninsule qui est traditionnellement considérée comme la limite septentrionale de la Côte de Coromandel.

## Géographie
A Mahabaleshwar, ville des Ghats occidentaux du Maharashtra, la bouche d'une statue de vache dans l'antique temple de Mahadev est considérée par la tradition religieuse hindoue comme la source principale du fleuve Krishna. Cependant les sources réelles sont un peu plus loin, à l'ouest du village de Jor. Son affluent le plus important est le Tungabhadra, lui-même constitué par la réunion des rivières Tunga et Bhadra provenant des mêmes Ghats occidentaux. Parmi ses autres affluents, les plus importants sont le Koyna, le Bhima (rivière), le Malaprabha (en), le Ghataprabha (en), le Yerla, le Varna, le Dindi, la Musi et le Dudhganga.
Trois grands barrages ont été construits sur le fleuve : le barrage d'Almatti, le barrage de Srisailam et enfin celui de Nâgârjuna Hill, appelé Nâgârjuna Sâgar, qui retient l'un des plus grands lacs artificiels au monde.

## Sources
- Louis Frédéric, Dictionnaire de la civilisation indienne, Robert Laffont, 1987, 1276 p. (ISBN 2-221-01258-5)[2]